# Język kannada
Język kannada (kannara) – język należący do południowej grupy języków drawidyjskich. Posługuje się nim ponad 35 mln osób zamieszkujących głównie indyjski stan Karnataka, gdzie jest językiem urzędowym, a także w stanach Tamil Nadu, Maharashtra i Andhra Pradesh.
Literatura w tym języku istnieje już od IX w. Do zapisu używane jest jedno z pism południowoindyjskich – kannada.